# Дюмон, Эдме
Эдме Дюмо́н (фр. Edme Dumont; 1720, Париж — 10 ноября 1775, Париж) — французский скульптор эпохи неоклассицизма. Член большой семьи потомственных живописцев и скульпторов.

## Биография

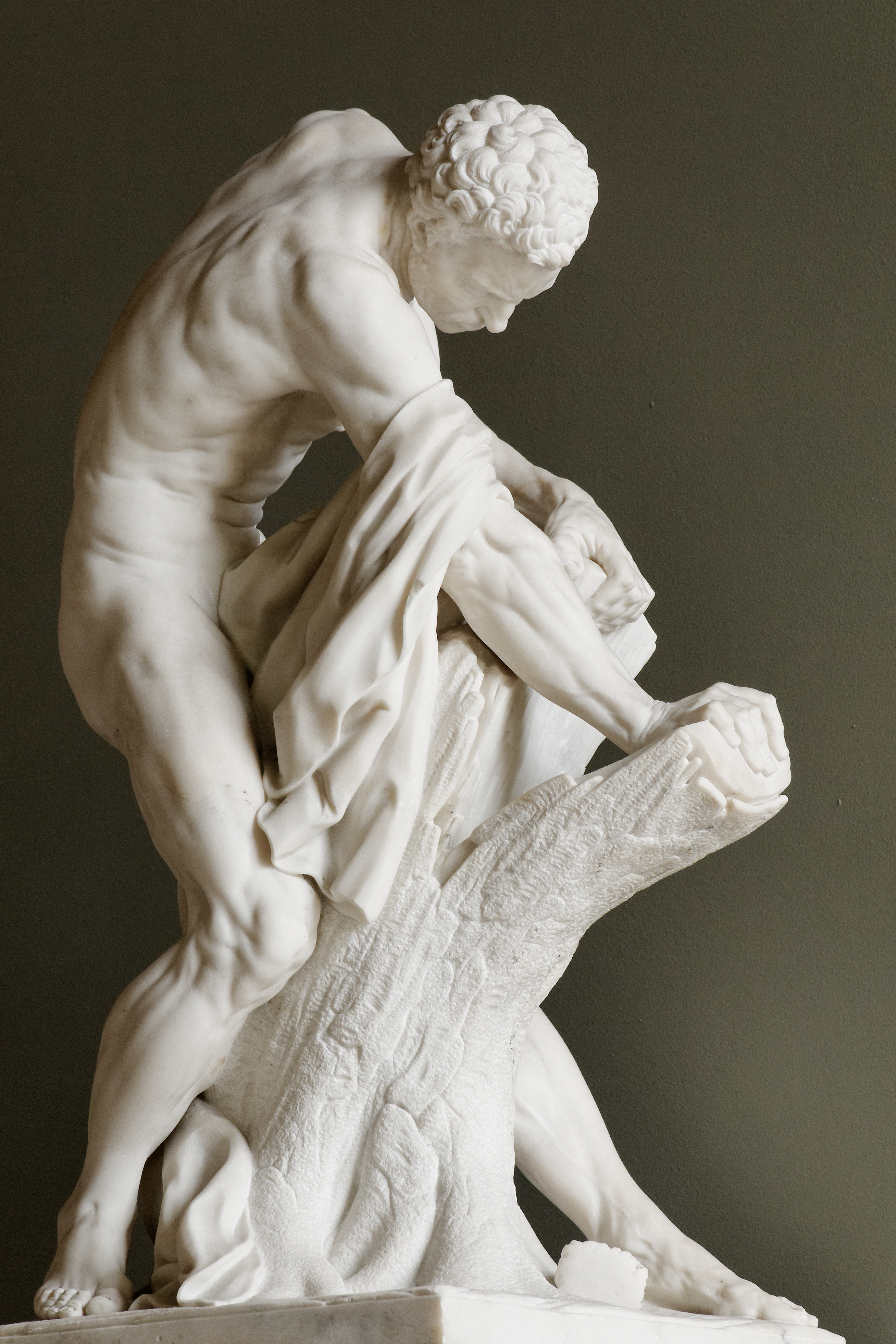
Милон Кротонский. 1768. Мрамор. Лувр, Париж

Родился в 1720 году в Париже в семье скульптора эпохи барокко Франсуа Дюмона (1687—1726), отец Жака Эдме Дюмона (1761—1844), дед Огюста Дюмона (1801—1884; все трое — скульпторы), племянник живописца Жака Дюмона (1701—1781) по прозванию «Римлянин».
Эдме учился ремеслу скульптора сначала под руководством отца, а затем — у Эдме Бушардона. С 1753 года выставлял свои работы в ежегодном Парижском салоне. В 1768 году стал членом Королевской академии живописи и скульптуры, представив в качестве вступительной работы мраморную скульптуру Милон Кротонский (ныне хранится в парижском Лувре).
Скульптор был женат на Марии Берто, которая родила ему сына, скульптора Жака Эдме Дюмона (1761—1844). Несмотря на звание академика, Эдме Дюмон почти не получал официальных заказов. 10 ноября 1775 года он скончался в Париже в нищете, хотя и в квартире дворца Лувр (где, согласно традиции, проживали художники-академики). Похоронен на Кладбище Невинных (cimetière des Saint-Innocents) в присутствии двух друзей, художника Клода-Жюда Левийи и архитекторa Жан-Франсуа Ро.